# Дамп (музыкальный жанр)
Дамп (англ. Dump, Dompe) — английский музыкальный жанр XVI — начала XVII веков. Название происходит, вероятно, от староанглийского domp — «печаль» или шведского dumpin — «меланхолический».
Дампы обычно писались в двухдольном размере, для сольного инструмента, но это не было танцевальным жанром. Целый ряд сохранившихся дампов представляют собой вариации на неизменный бас. Например, «Дамп для миледи Кери» неизвестного автора из английского рукописного сборника 1525 года.